# Avenida 9 de Julio
La avenida 9 de Julio es una de las avenidas principales de la Ciudad Autónoma de Buenos Aires, capital de la Argentina. Recorre alrededor de tres kilómetros en pleno centro de la ciudad, comunicando los nudos de transporte y las principales terminales ferroviarias en el barrio de Retiro y en la plaza de la Constitución.
Es particularmente conocida porque en el punto medio de su recorrido se encuentra el Obelisco, en el cruce con la Avenida Corrientes. También destaca por ser considerada como la avenida más ancha del mundo, con 140 metros. Es utilizada con frecuencia para grandes eventos artísticos, deportivos, culturales y políticos. Fue protagonista de la mayor concentración popular en la historia de la ciudad, con ocasión del triunfo en el 
Mundial de Catar 2022.
El Obelisco es un monumento histórico que recuerda el lugar donde la bandera nacional fue izada por primera vez en Buenos Aires en 1812. En ese punto se encontraba entonces la iglesia de San Nicolás de Bari.
El nombre de la avenida es en honor a la Declaración de independencia de la Argentina, efectuada el 9 de julio de 1816.
La avenida tiene dos colectoras, que son las calles Bernardo de Irigoyen y Carlos Pellegrini hacia el norte y las calles Cerrito y Lima hacia el sur.

## Características
Las obras del primer tramo fueron inauguradas por el presidente Agustín Pedro Justo el 12 de octubre de 1937 y abarcaba solo 500 metros de extensión, entre las calles Bartolomé Mitre, hacia el sur del Obelisco, y hasta la calle Tucumán hacia el norte. 
Un rasgo distintivo de la "9 de Julio" es que mantiene en todo su recorrido el mismo nombre y no posee un sistema de numeración, ya que solo hay un edificio que tiene acceso por una de sus veredas (el Ministerio de Salud y Desarrollo Social). De igual manera, no hay construcciones edilicias en las calles perpendiculares. Actualmente la avenida tiene cinco carriles de circulación en cada sentido y cuatro carriles exclusivos para el sistema Metrobús. A eso se suman las calles colectoras con cuatro carriles cada una en ambos sentidos. 
Estas características hacen que cruzarla enteramente a pie requiera armarse de paciencia: tiempo para disfrutar de sus plazoletas con variedad de árboles, entre los que destacan las altas Tipas, los Palo borracho y el Jacarandá, árbol distintivo de la ciudad.

## Recorrido
La Avenida 9 de Julio une la Plaza Constitución (sur) con la Avenida del Libertador (norte). En ambos extremos continúa a través de autopistas. Hacia el sur lo hace mediante la Autopista Presidente Arturo Frondizi que lleva a la Avenida Presidente Mitre en Avellaneda, y hacia el norte gracias a la Autopista Arturo Illia que desemboca en la Avenida General Paz y la Autopista Panamericana. De esta forma, se transforma en una de las avenidas más importantes de Buenos Aires, además de un paisaje urbano destacado para el turismo y un eje vial verde que favorece la zona céntrica.

### Barrio de Constitución
Comenzando desde en el extremo sur (su intersección con la Avenida San Juan), pasa junto a una sucursal del Banco Nación (sobre Bernardo de Irigoyen, esquina Carlos Calvo), después una gran estación de servicio de la Shell (Lima entre Estados Unidos y Av. Independencia), la Plaza Monserrat (Bernardo de Irigoyen, entre Estados Unidos y Av. Independencia).

### Barrio de Monserrat

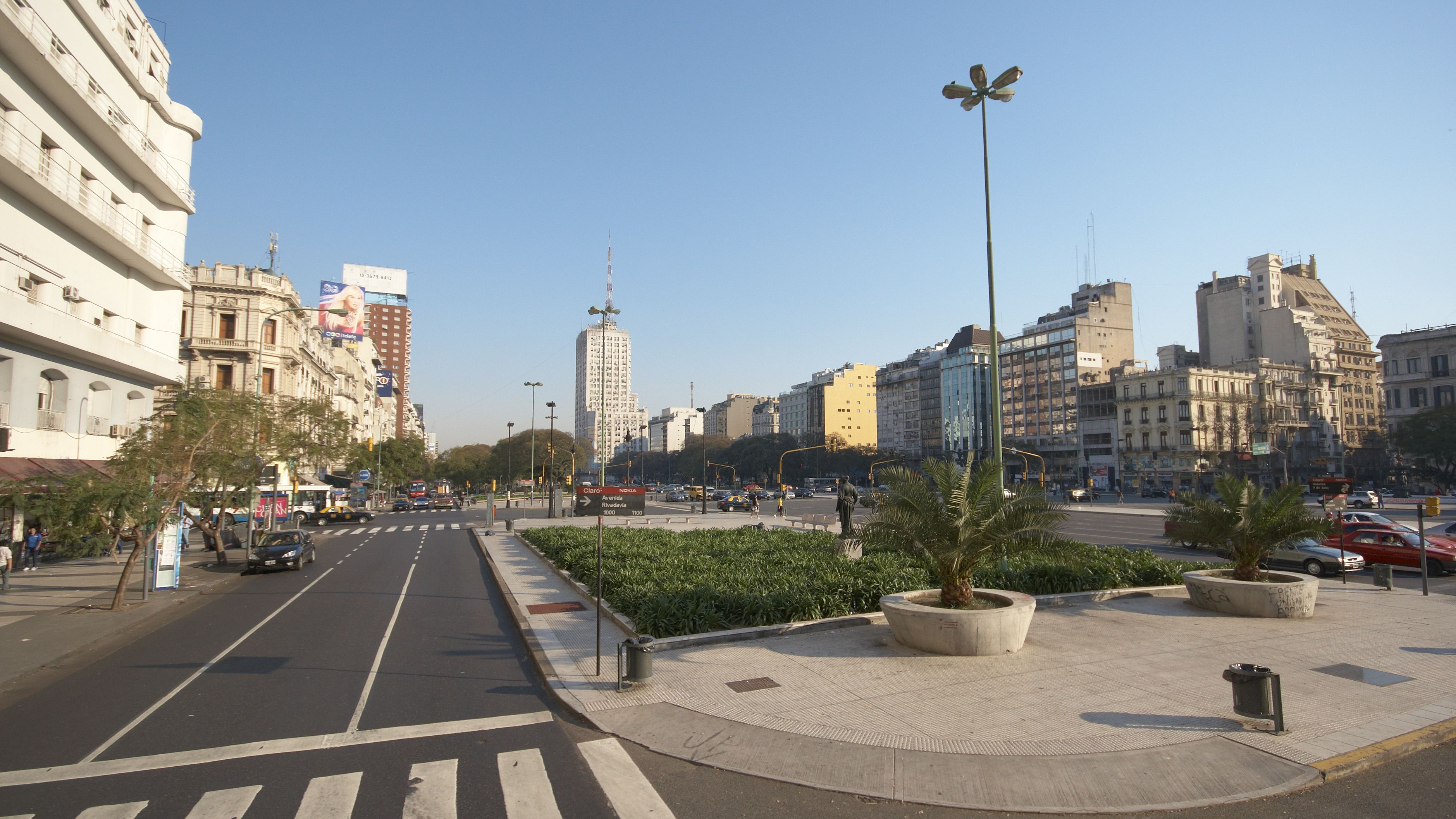
Vista de la Avenida 9 de Julio hacia el sur.

Luego de cruzar la Avenida Independencia, se ingresa al barrio de Monserrat donde se encuentra el campus de la Universidad Argentina de la Empresa (Lima entre Av. Independencia y Chile). En este sector se combinan edificios de oficinas con una buena cantidad de edificios residenciales, e incluso algunas casas bajas que sobreviven al período anterior a la construcción de la avenida.
Al llegar a la Avenida Belgrano, sobre Bernardo de Irigoyen se encuentra el Grand Boulevard Hotel. En este sector central abundan los hoteles cinco estrellas de turismo internacional. Entre la Av. Belgrano y Moreno está del lado oeste el gran edificio del Ministerio de Salud y de Desarrollo Social, construido en 1934 y que alcanza los 90 metros de altura. Tiene su entrada por 9 de Julio N.º 1073. En la esquina sudeste de Bernardo de Irigoyen y Adolfo Alsina está la Torre Jacarandá, que funciona como Apart Hotel. En Bernardo de Irigoyen N.º 172 funciona el Club Español en un muy lujoso edificio art nouveau.
Llegando a la Avenida de Mayo hay una gran escultura de Don Quijote de la Mancha, y cruzándola está instalada en una plazoleta parte de la Fuente Monumental fundida en la casa Val D'Osne de París, que originalmente estaba en el Parque Colón, antes de la implantación del Monumento a Colón donado por los ítalo-argentinos. En la esquina de Av. de Mayo y Lima funciona el Hotel Ritz.

### Barrio de San Nicolás

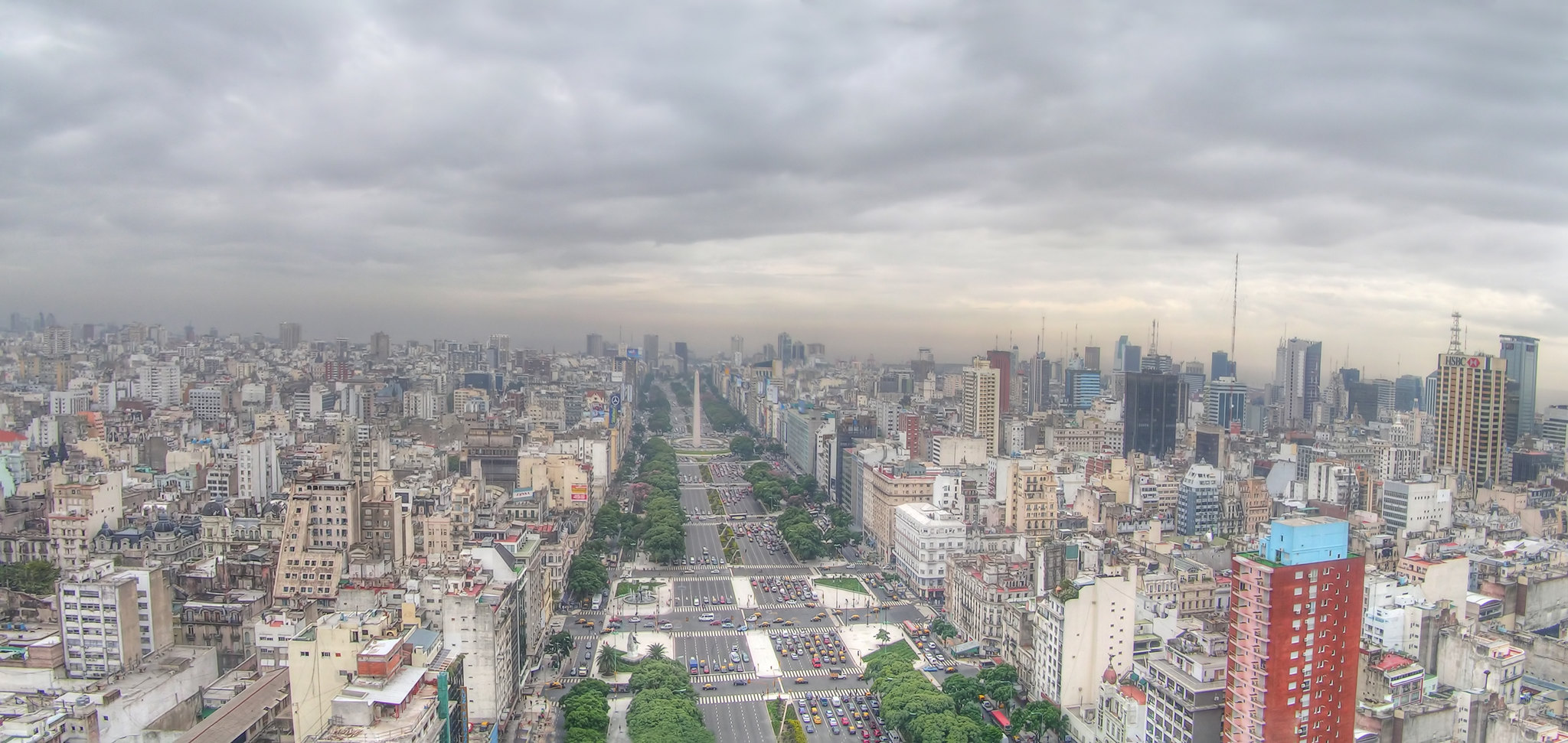
Vista de la Avenida 9 de Julio hacia el norte.

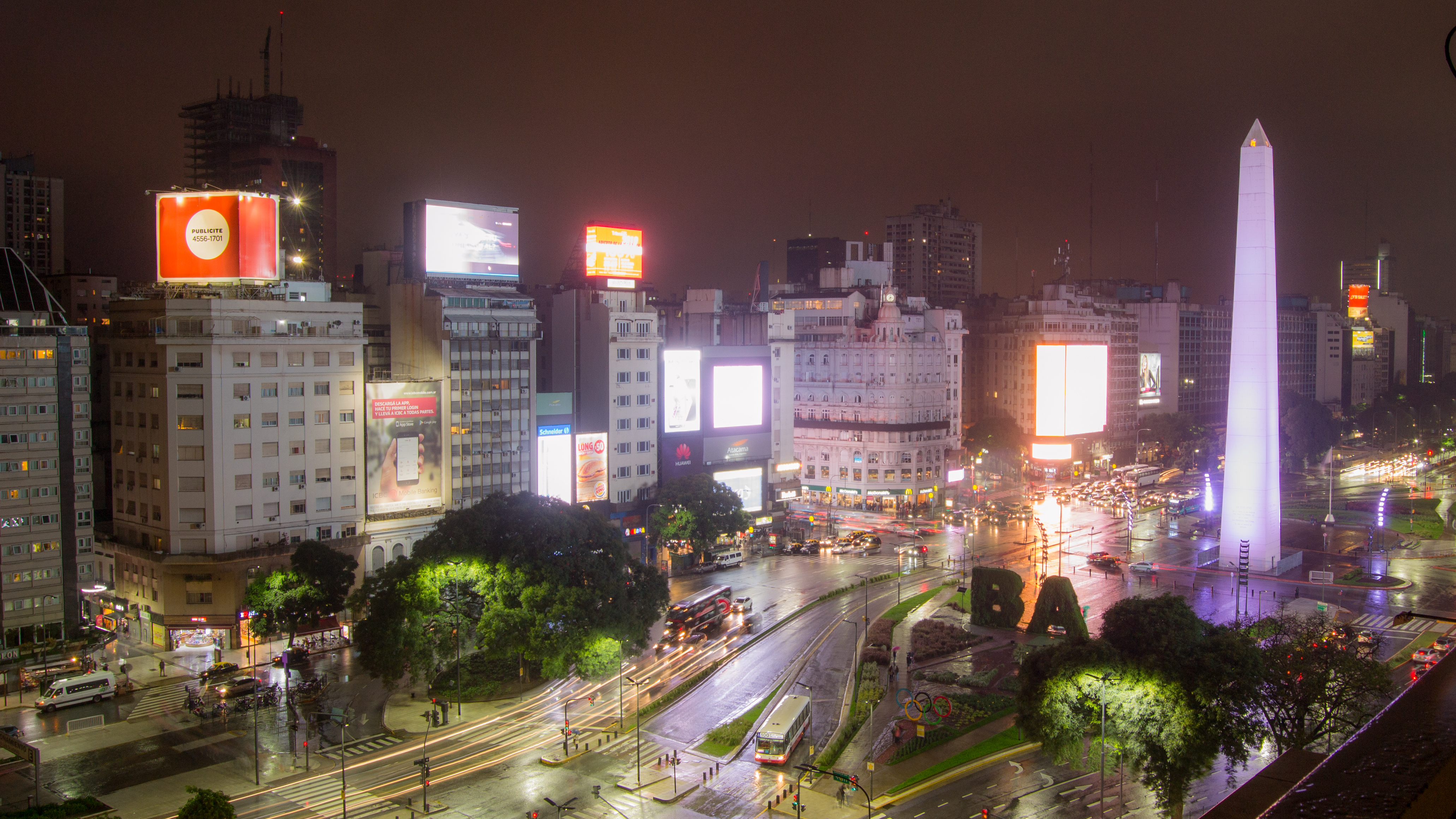
Vista nocturna durante una madrugada lluviosa.

A partir de la calle Rivadavia, Lima cambia su nombre por Cerrito y Bernardo de Irigoyen por Carlos Pellegrini, y la numeración asciende comenzando de nuevo de cero.
En Carlos Pellegrini 37 funciona el Gran Hotel Argentino, y en Pellegrini y Bartolomé Mitre el Conte Hotel. En la esquina de Cerrito y Perón está el Salles Hotel, y en la de Sarmiento el Bristol Hotel. En Carlos Pellegrini, entre Sarmiento y Perón se encuentra el Edificio del Plata, construido sobre lo que antiguamente ocupaba un mercado. El edificio, que durante años albergó oficinas del gobierno de la ciudad, hoy está desocupado.
En el cruce con Avenida Corrientes, los dos sentidos de la avenida se separan para hacer lugar a la Plaza de la República, en cuyo centro se yergue el Obelisco de Buenos Aires. En este cruce también se interseca con la Diagonal Norte. En el entorno de este sitio se hallan el Hotel República (Cerrito 370), el Edificio el Trust (sobre Pellegrini) y otro que perteneció al Nuevo Banco Italiano. Antes de cruzar la calle Lavalle, ambos sentidos de la 9 de Julio vuelven a unirse.
En Carlos Pellegrini 551 se halla el Hotel Crowne Plaza Panamericano. Del lado de Cerrito, entre las calles Viamonte y Tucumán, se encuentra el monumental Teatro Colón, inaugurado en 1908, según proyecto de Francisco Tamburini, terminado por Julio Dormal. Cruzando Tucumán se destaca la Torre Mirafiore con su reloj digital gigante. En Cerrito 650 funciona el Presidente Hotel, y cruzando la calle Paraguay se encuentra el Plaza Libertad.

### Barrio de Retiro
Al pasar la Avenida Córdoba comienzan a aparecer nuevamente mayor cantidad de edificios residenciales, destinados a la clase media y alta. Entre las calles Marcelo T. de Alvear y Paraguay, del lado de Cerrito, se encuentra la Plaza Libertad, y en una de sus esquinas se levanta el curioso Edificio Libertad Plaza, cuya fachada inclinada fue ideada por el uruguayo Carlos Ott.
En Cerrito 1250, en un palacete, funciona el Centro Argentino de Ingenieros, muy cercano a la Dirección Nacional del Antártico. Pasando la calle Juncal, del lado de Cerrito, se conservaron al abrir la avenida la Embajada de Francia y el Palacio Álzaga Unzué, que se sumó al Hotel Four Seasons como suites de lujo. A partir de la calle Arroyo, comienza la Autopista Arturo Illia, aunque los vehículos tienen la opción de correrse a las calles laterales para acceder a la Avenida del Libertador, en cuyo eje se alzan altas torres de oficinas como la Prourban y la CHACOFI II.

## Historia

### Concepción e inicio de las obras

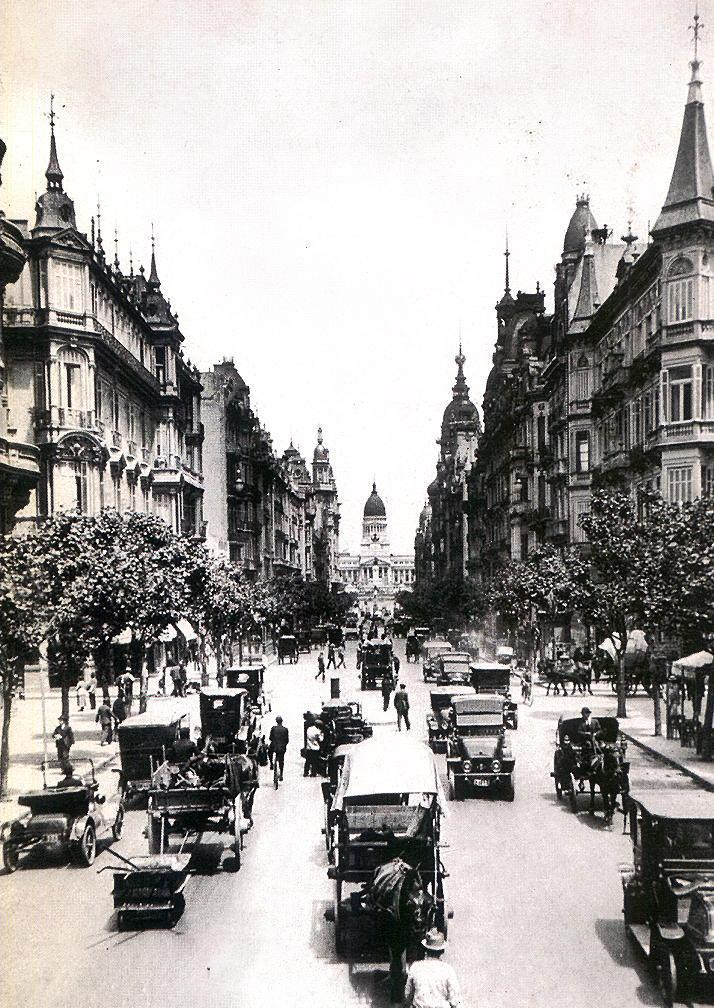
Vista de la Avenida de Mayo. Inicialmente se suponía que la Avenida 9 de Julio fuese de características similares, con 33 metros de ancho. La venta de los terrenos remanentes permitiría financiar el proyecto.

La Avenida 9 de Julio fue planteada durante la breve gestión del intendente Francisco Seeber (1889-1890) como una arteria que atravesaría la ciudad de norte a sur. En 1895 el Concejo Deliberante de la ciudad aprobó un proyecto de Buschiazzo. Posteriormente se la incluyó en diversos planos y proyectos, pero recién en 1912 se aprobó la Ley Nacional N.º 8.855, que autorizaba al municipio a expropiar con fines de "utilidad pública" las manzanas comprendidas entre las calles Cerrito-Lima y Carlos Pellegrini-Bernardo de Irigoyen desde el Paseo de Julio (Avenida del Libertador) hasta Brasil (Barrio de Constitución).
La avenida central tendría 33 metros de ancho y estaría flanqueada por dos calles laterales ensanchadas y por edificios públicos o privados “de estilo caracterizado y arquitectura especial” construidos en las fajas de terrenos resultantes, cuya venta formaría parte de los fondos de financiación junto con la emisión de un empréstito emitido por la Municipalidad de 25 millones de pesos oro cuyo servicio correría por cuenta de la Municipalidad de sus propias rentas y con el 10% de la contribución directa que entregaría la nación.
Si bien la parte central correspondía al eje norte-sur, el proyecto se complementaba con las avenidas laterales en dirección este-oeste y con dos “rond point” (rotondas): uno en la intersección con la Avenida de Mayo y otro en la intersección con Corrientes.
Apenas sancionada la ley respectiva, el intendente Anchorena se abocó a su cumplimiento con el propósito de inaugurarla para el Centenario de la Independencia (1916).
La Municipalidad de la Ciudad de Buenos Aires comenzó la adquisición de todas las propiedades ubicadas sobre la referida traza, con una inversión que ascendió a m$n 50.000.000. Sin embargo, el municipio no contaba con los instrumentos legales y financieros suficientes para llevar adelante la construcción de emprendimientos de tamaña envergadura en forma sustentable y ordenada: las expropiaciones se realizaron de manera gradual y alternada, lo cual desaceleró el ritmo de ejecución de las obras, generando una carga extremadamente gravosa para el erario municipal.
Este atraso también aparejaba efectos negativos en el desarrollo edilicio de la zona céntrica que se degradaba a medida que los edificios expropiados eran abandonados y demolidos.
La cuestión generó una crisis política y financiera de grandes proporciones, agravada por el estallido de la Gran Guerra, y la proximidad de las primeras elecciones democráticas, que culminaron con la renuncia del Intendente Anchorena y con el cierre del Concejo Municipal en 1915.
La idea de construir la Avenida 9 de Julio se mantuvo en el plan de 1925, donde además se la integró a las diagonales Norte y Sur (propuestas en 1919), configurando en sus extremos dos focos monumentales.

### Reformulación del proyecto

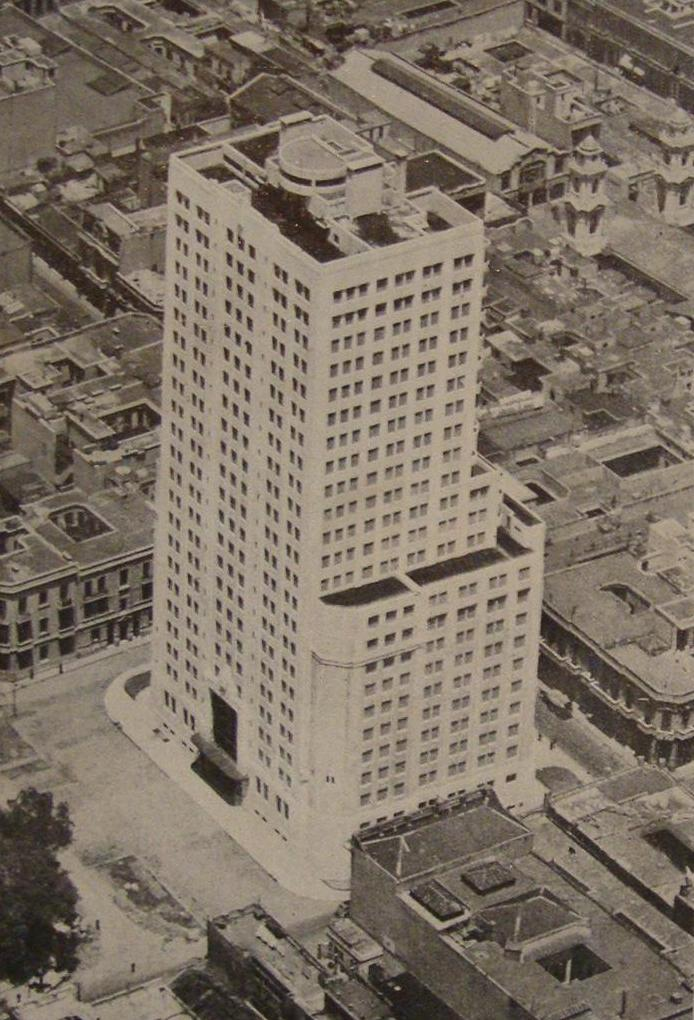
Vista del Edificio del Ministerio de Obras Públicas, construido entre 1934 y 1936, previendo el paso de la futura Avenida 9 de Julio.

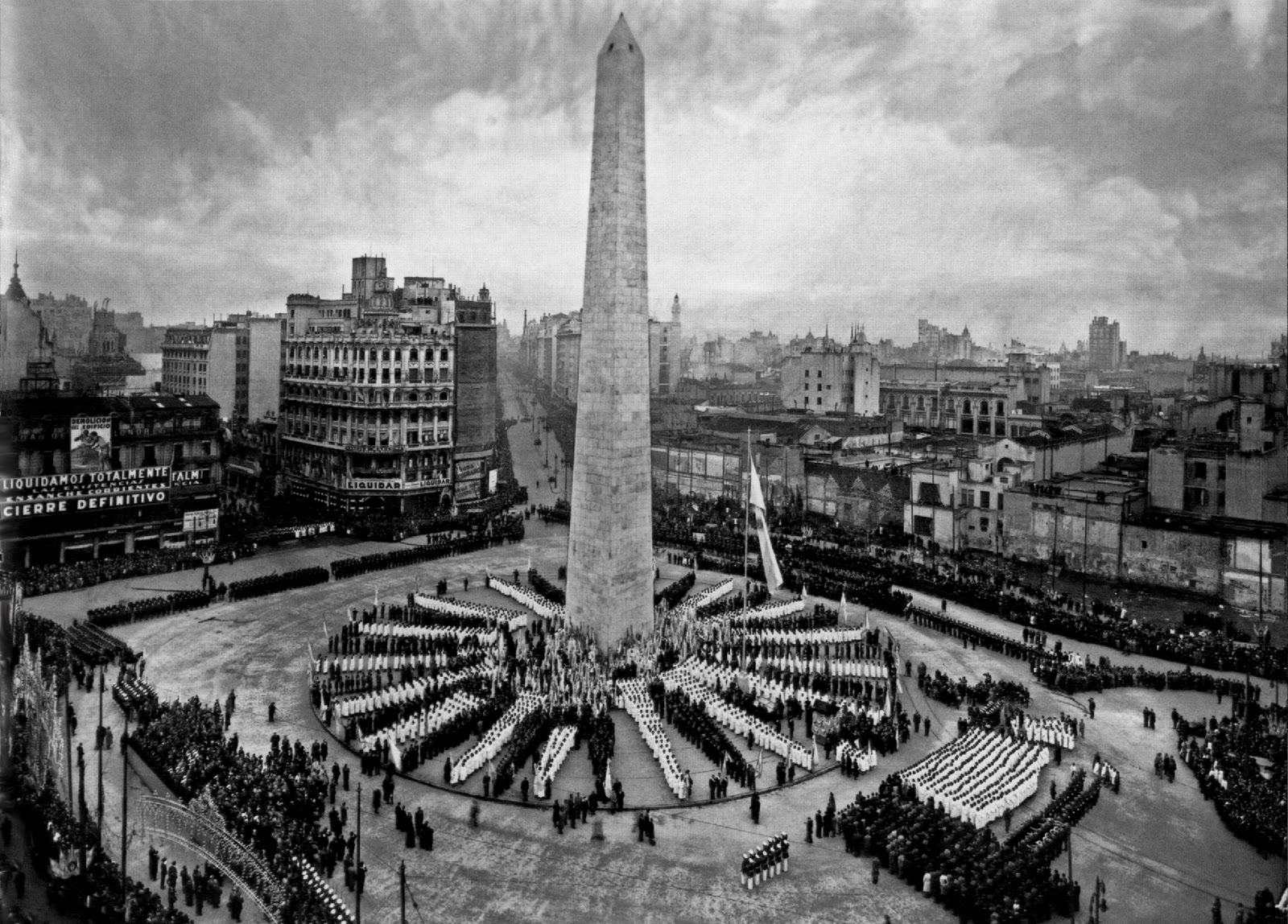
Plaza de la República el 20 de junio de 1936, Día de la Bandera.

Una vez pasada la crisis financiera, el gobierno del General Justo decide poner en marcha un vasto plan de obras públicas para los festejos del 400 aniversario de la primera fundación de Buenos Aires (1536).
Uno de los voceros más destacados y gran impulsor de la elaboración de un plan urbanístico racional y científico para Buenos Aires fue Carlos María Della Paolera, designado al frente de la Dirección del Plan de Urbanización, creada por iniciativa del grupo de concejales del socialismo independiente al iniciarse la gestión del intendente De Vedia y Mitre.
Desde 1928, este ingeniero, especializado en urbanismo en París, había preconizado la elaboración de un estudio integral y minucioso, que contemplara al conjunto de lo que llamaba el Gran Buenos Aires. Así, el proyecto de la Avenida Norte-Sur pasó de ser una intervención puntual en la zona céntrica de la ciudad a ocupar un lugar primordial en la acción de cirugía mayor que se proponía para la regulación de la expansión regional.
Una vez a cargo de la oficina municipal de urbanización Della Paolera resaltó aún más el valor urbanístico de la nueva Avenida, que consideraba de perspectivas insospechadas. Se trataría de un gran eje central de comunicación con proyección hacia las nuevas urbanizaciones que se extendían hacia Tigre y La Plata, como parte de un sistema de arterias conectoras en dirección norte-sur y este-oeste, unidas a una red de parques.
Según él, un plan para la zona de expansión metropolitana no podía llevarse a cabo sin una reestructuración radical del centro tradicional. Se trataba de un proyecto a largo plazo que comenzaría por la zona de mayor aglomeración, dado que ya se habían producido varias demoliciones dejando espacios baldíos que se alternaban con edificaciones abandonadas dando un aspecto de degradación a la zona central.
A lo largo de todo este período, el proyecto de la avenida 9 de Julio se mantendría en discusión dentro del ámbito técnico profesional.
En 1932, el arquitecto Fermín H. Beretervide, realiza un proyecto para la futura avenida Norte-Sud, donde propone solucionar el problema del tránsito creando una vía central de 33 m de ancho a bajo nivel (tránsito rápido, sin cruces), flanqueada por dos calzadas laterales a nivel y una franja continua de edificios de igual altura (8 pisos) que servirían para albergar a los centros cívicos nacional y municipal de la ciudad.
Así, en el área delimitada por la Avenida Belgrano y las calles Bartolomé Mitre, Tacuarí y Salta, proponía la localización de un conjunto monumental constituido por plazas y edificios públicos.
Un año después, en 1933, el arquitecto Ernesto Vautier presenta su propio proyecto, donde describe un basamento continuo de comercios y jardines de dos pisos, concentrando la edificación en torres (supermanzanas) organizadas a lo largo de una vía subterránea.
Ya hacia mediados de la década, el tema del tránsito dio paso a nuevas discusiones, como la necesidad de abrir espacios libres y arbolados dentro del “paisaje” céntrico, por esta razón, el Ingeniero Carlos María Della Paolera, confecciona un proyecto (1933) donde planea expropiar la totalidad de las manzanas (110 m de ancho) dejándolas sin edificaciones remanentes, configurando el proyecto como una “avenida parque”.
Según el plan, el tránsito se organizaría alrededor de una calle de circulación rápida subterránea. Sin embargo, en 1934, Della Paolera presenta una nueva variante que consistía en la creación de un centro de edificios de gobierno en el cruce con la Avenida de Mayo, junto con dos remates monumentales.
Paralelamente, el 15 de noviembre de 1934 comienzan las obras de construcción del edificio para el Ministerio de Obras Públicas (a la altura de la Avenida Belgrano) contemplando el paso de la futura Avenida Norte-Sur.
A pesar de que el intendente Mariano de Vedia y Mitre posteriormente estipuló que se trataría de una avenida parque sin ningún edificio en toda su traza, los trabajos de la torre del MOP no se suspendieron, y fueron concluidos en un tiempo récord de 138 días hábiles, siendo inaugurado en septiembre de 1936.

### ElObelisco

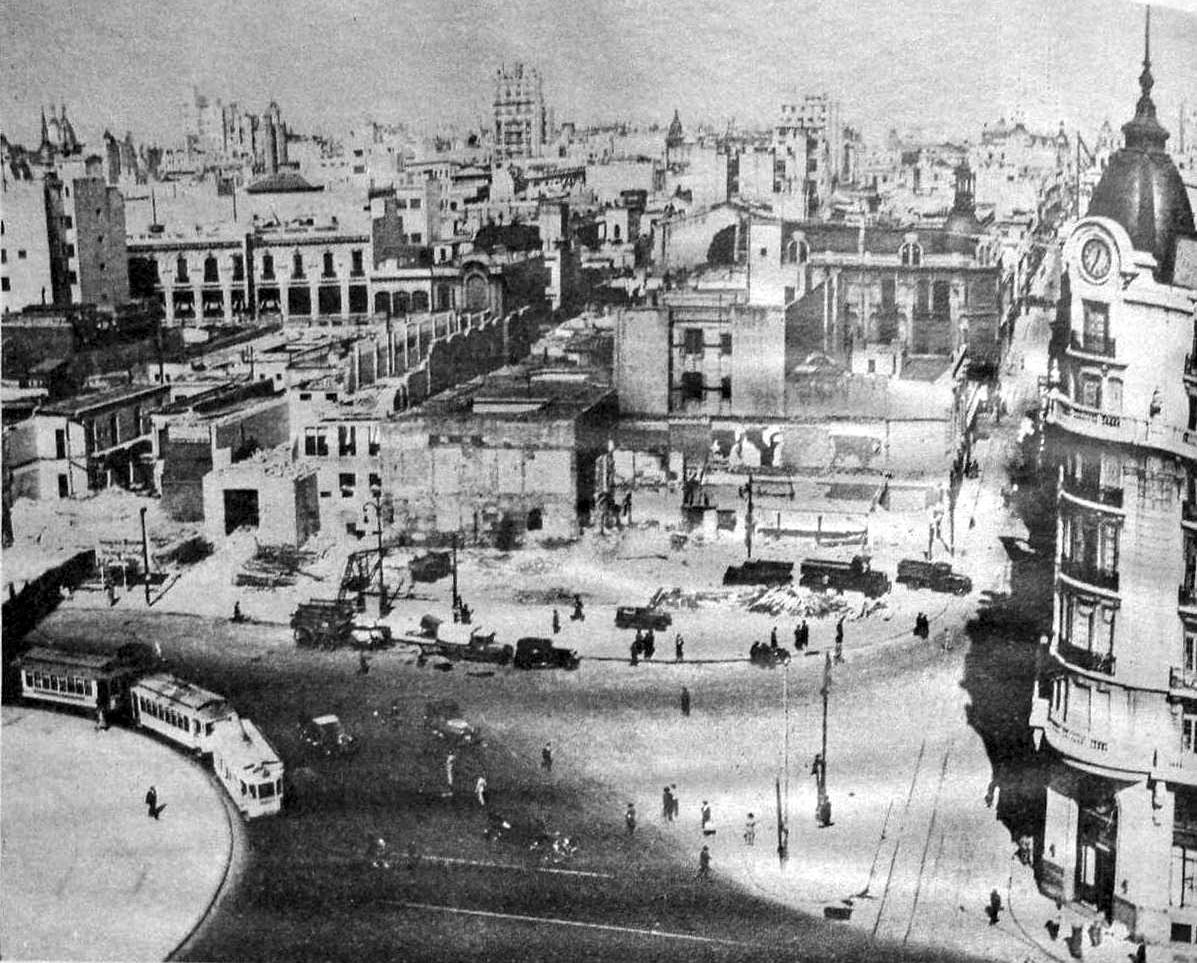
Demoliciones a la altura de la Av. Corrientes.

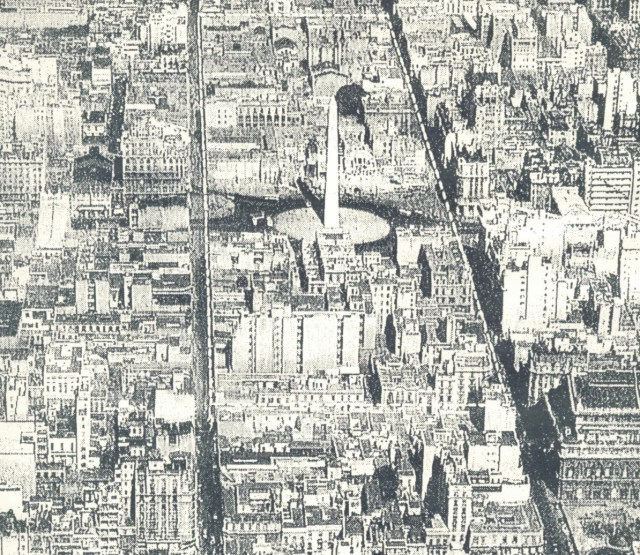
El Obelisco de Buenos Aires, cuando aún no estaba construida la Avenida.

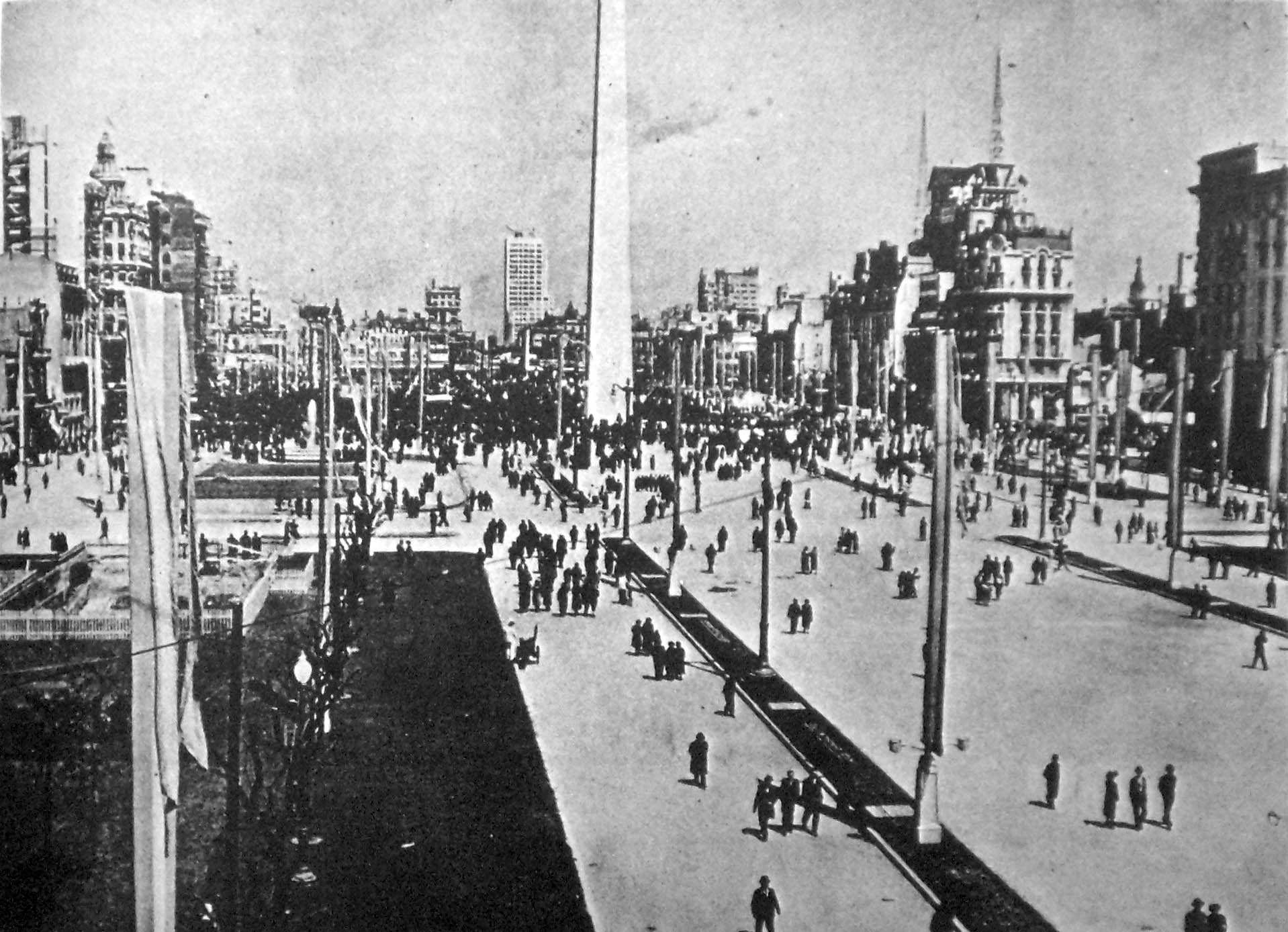
La avenida el día de su inauguración (1937).

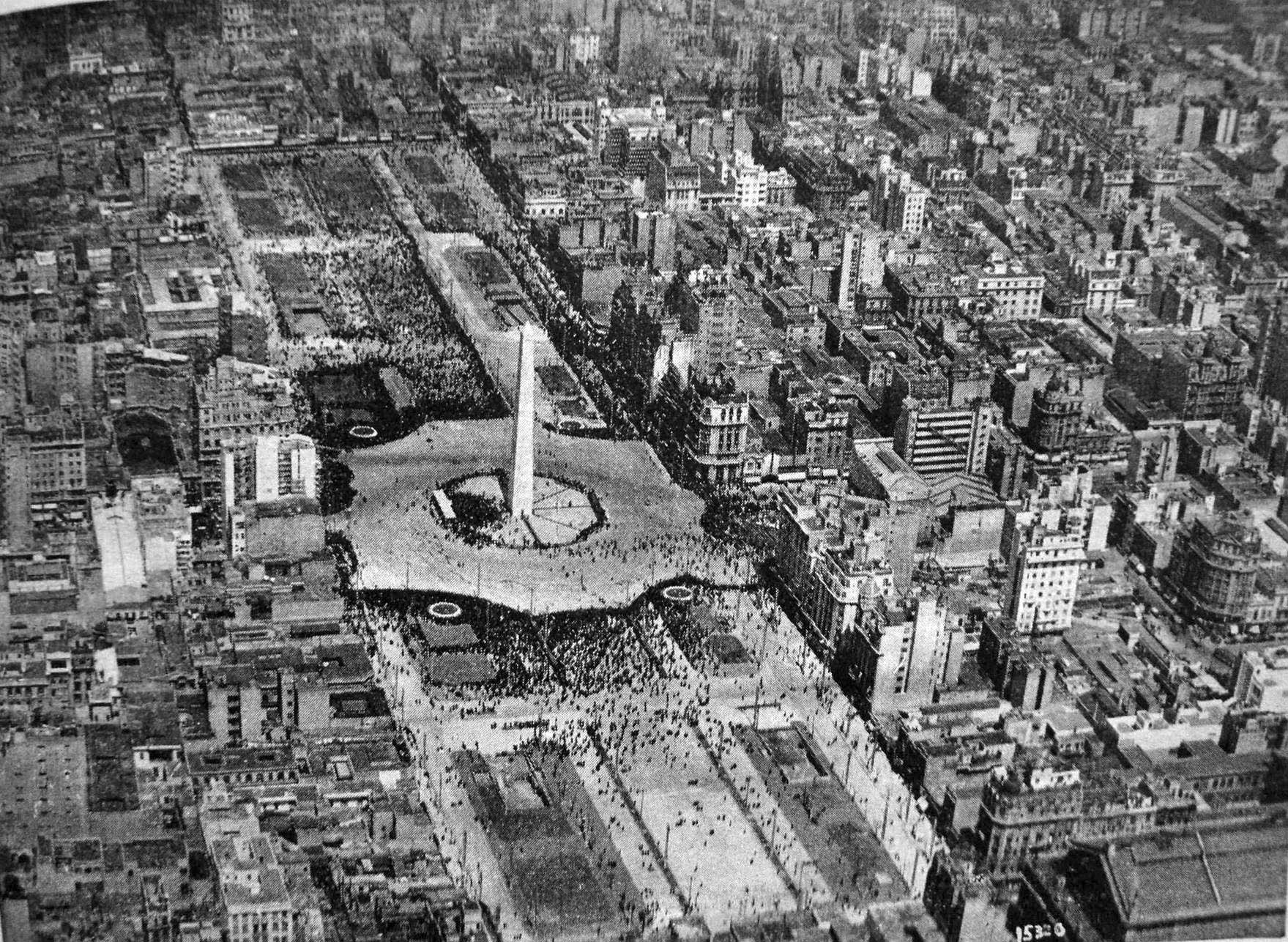
Vista aérea de los festejos de inauguración (1937).

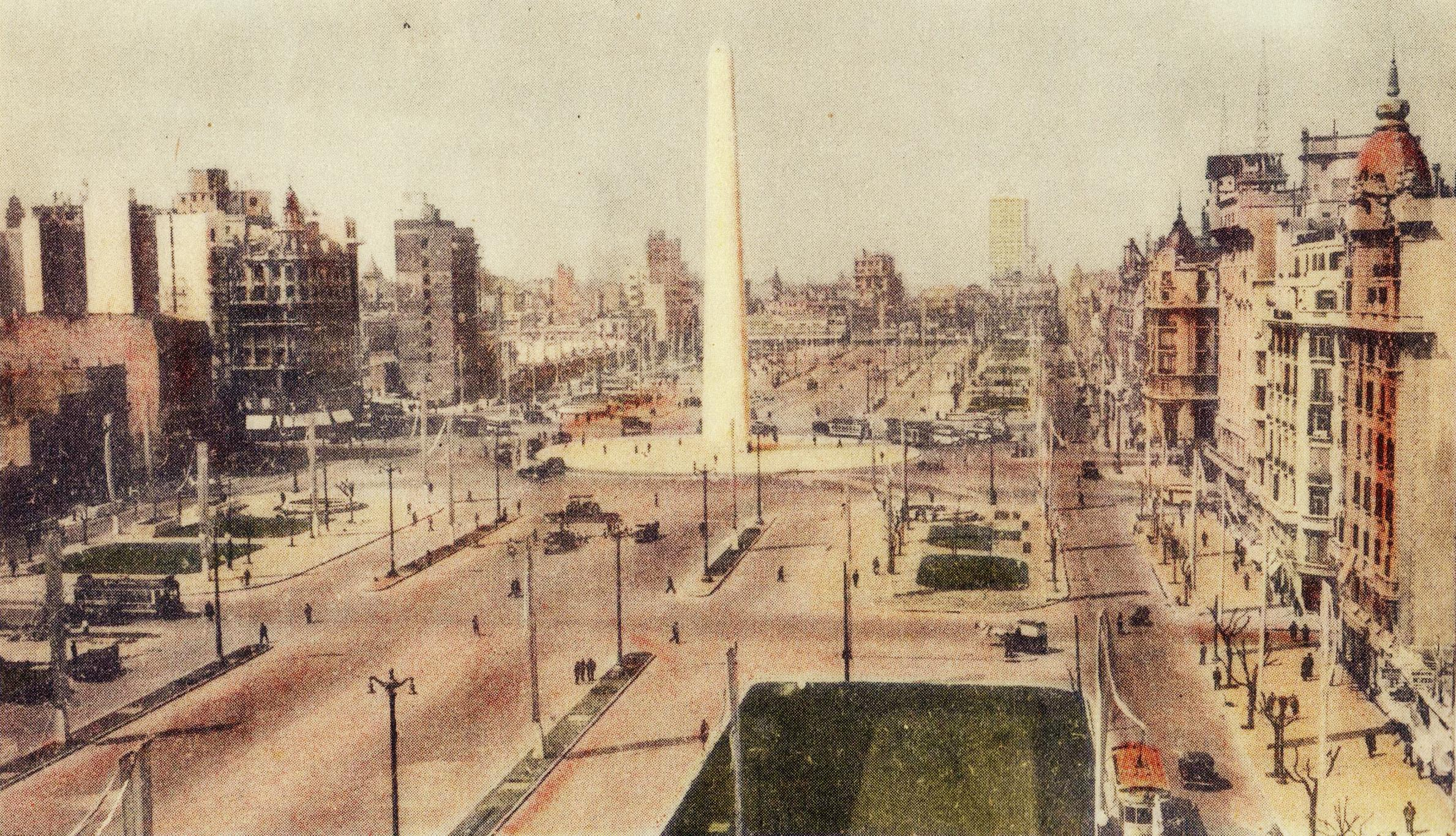
Vista panorámica de la avenida a fines de la década de 1930.

Mientras se debatía sobre la nueva avenida, el plan urbanístico del gobierno avanzaba rápidamente.
La Plaza de la República sería el nuevo centro para la refundación de la ciudad: allí convergerían las futuras avenidas Diagonal Norte, Corrientes (en proceso de ensanche) y el flamante corredor Norte-Sur, con lo cual se crearía un foco que quitaría peso al eje histórico de la Avenida de Mayo.
En 1931 se comenzó con la demolición (en un principio prevista como parcial y luego como total) de la iglesia de San Nicolás de Bari, con entrada por Carlos Pellegrini y costado sur por Corrientes, lo cual permitiría iniciar la construcción del último tramo de la Diagonal Norte. Ese no era cualquier sitio: allí se había izado por primera vez la bandera nacional en la ciudad de Buenos Aires.
Para realizar el trazado inicial de la Avenida Norte-Sur fue necesario derribar también el Hipoddrome (escenario circense donde actuó el famoso payaso Frank Brown), el primitivo Luna Park y el primer Teatro del Pueblo.
En febrero de 1936, una vez finalizada la rotonda de cruce entre las nuevas avenidas, el intendente Mariano de Vedia y Mitre propone erigir allí un obelisco como símbolo del cuarto centenario de la primera fundación de Buenos Aires. La idea original del obelisco pertenecía a Atilio Dell´Oro Maini, secretario del intendente porteño. El proyecto es duramente cuestionado, debiendo enfrentar todo tipo de objeciones, desde las legales hasta las simplemente estéticas. Cabe recordar además que, desde fines de la década del veinte, ya se disputaba la construcción de un monumento alegórico a San Martín o a Belgrano en dicho emplazamiento.
Poco después y pese a las críticas se decide la construcción del polémico obelisco. El mismo debía erigirse en tiempo récord para clausurar el debate lo antes posible.
El arquitecto Alberto Prebisch aceptó inmediatamente el encargo y lo resolvió con celeridad. Diseñó un conjunto centrado en la Plaza de la República, rodeado con una línea uniforme de fachadas. La propuesta era coherente con los proyectos de centros cívicos que se dirimían por aquel entonces, inspirados en las premisas del “civic art”. Los conjuntos monumentales y los ejes jerárquicos eran previstos como instrumentos para la reorganización y cualificación del centro.
El nuevo obelisco de 67 metros de alto poseería inscripciones en honor a las dos fundaciones de la ciudad (1536 y 1580), a la designación de Buenos Aires como Capital Federal (1880) y a la primera vez que se izó allí la bandera nacional.
El espacio circundante imaginado por Prebisch consistía en una muralla de edificación que continuaba las alturas reglamentarias de las diagonales. El conjunto dibujado, comunicado a los medios periodísticos para dar a conocer el proyecto de la Plaza, quedó eclipsado por la controversia que suscitó el obelisco propiamente dicho.
Sin embargo, la obra se inicia inmediatamente y el proyecto es apoyado por agrupaciones vanguardistas, que defendían la abstracción y la pureza del nuevo monumento. Durante 60 días, 1500 operarios trabajaron en la obra que finalmente pudo ser inaugurada el 23 de mayo de 1936.

### Inauguración de la avenida
Poco después, el ingeniero Della Paolera presenta un nuevo proyecto para la Avenida Norte-Sur, que mantenía sus propuestas anteriores, aunque eliminando la circulación del tránsito a bajo nivel, para evitar conflictos con el nuevo subterráneo que había construido la Compañía Hispano-Argentina de Obras Públicas y Finanzas debajo de las calles Bernardo de Irigoyen y Carlos Pellegrini (actual Línea C).
Algunos años después, los arquitectos Beretervide y Acosta criticarían este proyecto, argumentando que el problema central del tránsito urbano consistía en la velocidad más que en la capacidad de las arterias (un concepto que ya había planteado Beretervide en su proyecto anterior) y que esto solo podría lograrse con una autovía elevada o subterránea que suprimiese los cruces a nivel con las otras calles y avenidas. Ellos consideraban que Della Paolera había realizado un proyecto “paisajístico” que ponía énfasis en la materialización de un "paseo arbolado", descuidando el problema real de tránsito, tratando de resolver esta moderna vía de circulación únicamente aumentando la cantidad de carriles.
Finalmente, en marzo de 1937, un decreto del intendente Mariano de Vedia y Mitre ordenó la apertura de la avenida, entre las calles Bartolomé Mitre y Tucumán, sobre la base de los diseños de Della Paolera (desechando lo establecido por la anacrónica norma de 1912, o sea una franja de 33 metros de ancho).
La flamante Avenida 9 de Julio tendría ahora 140 metros de ancho, grandes estacionamientos subterráneos (una modernidad técnica sin precedentes) y 6 calzadas a nivel para el tránsito vehicular, separadas entre sí por fajas arboladas. Sin embargo, las innovaciones introducidas anulaban su principal fuente de financiación prevista en la ley de 1912: la venta gradual de los terrenos sobrantes.
La ejecución de los trabajos se encaró con carácter de urgencia y la idea era ir habilitando la nueva avenida por tramos consecutivos con la mayor celeridad posible. Para iniciar las obras se determinó la emisión de un crédito de 30 millones de pesos para cuya justificación legal se apeló a las autorizaciones dadas por la ley 8.855.
Los trabajos recién empezaron el 20 de abril, con el comienzo de las demoliciones necesarias, que duraron 40 días. Ese 8 de mayo la Asesoría Letrada Municipal comenzó los juicios de expropiación de las propiedades que afectaban la traza. Los escombros se utilizaron como subcalzada de la Avenida Juan B. Justo y para rellenar la Costanera Norte.
Ese 1 de julio -aunque recién las demoliciones terminarían el 30 de ese mes- se inició la construcción, dirigida por el ingeniero Federico Zamboni, utilizándose 10 000 toneladas de cemento, 3.000 de hierro y 40.000 m³ de piedra. Las obras, llevadas adelante con plazos muy breves, sufrieron las lluvias en 27 días.
Las obras del primer tramo fueron inauguradas por el presidente Agustín Pedro Justo el 12 de octubre de 1937, entre las calles Bartolomé Mitre y Viamonte, con solo 500 metros de extensión. La nueva avenida porteña era 70 metros más ancha que la parisina Champs Élysees. Sin embargo, las controversias generadas por su apertura, las discrepancias de proyecto, el enorme gasto público y la falta de transparencia en las contrataciones directas hicieron que las obras se detuviesen en 1940.

### Contratistas iniciales
Los contratistas que participaron en la obra fueron: Siemens-Bauunion, GEOPE, Grüen & Bilfinger y Siemens-Schuckert. La compañía Standard Electric proveyó relojes y altavoces, Cattáneo y Cía. los azulejos, Shell Mex Argentina y Ceresita los aislantes, entre una veintena de subcontratistas.

### Desarrollo entre 1940 y 1980

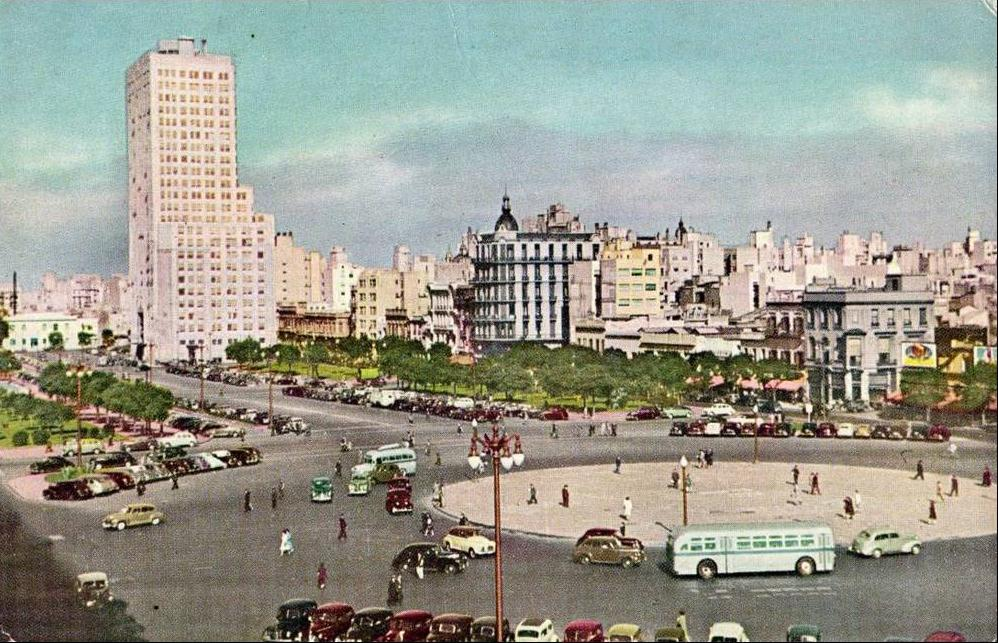
Extensión hasta la Av. Belgrano, a mediados de los años ´40.

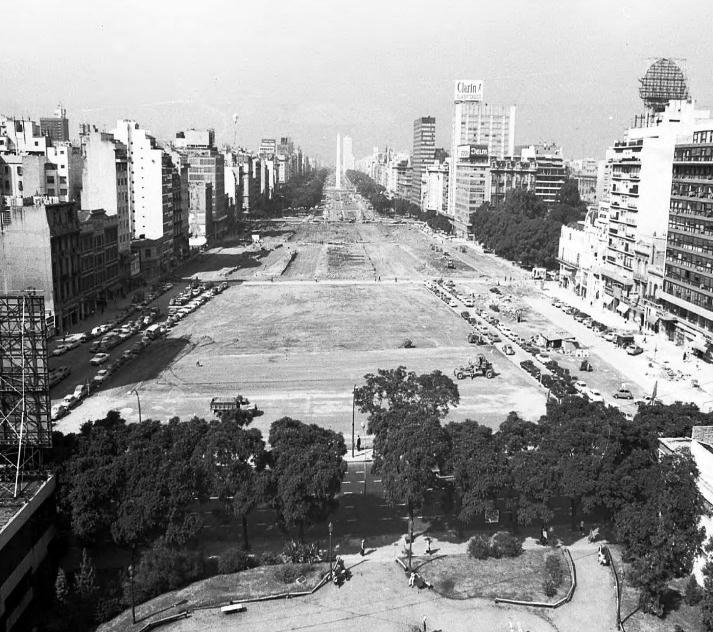
Para 1971 la extensión había llegado a la Avenida Santa Fe. Sobre la margen este, la Plaza Fray Mocho.

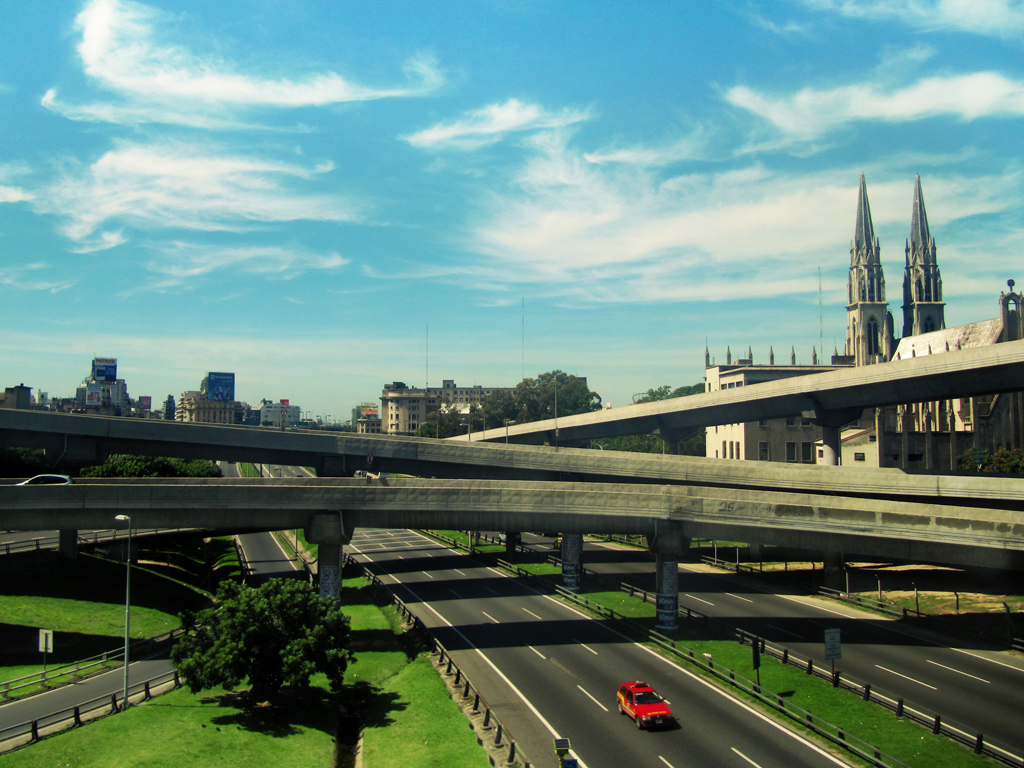
Autopista Arturo Frondizi, a la altura de Constitución, vista desde el distribuidor de la Autopista 25 de Mayo.

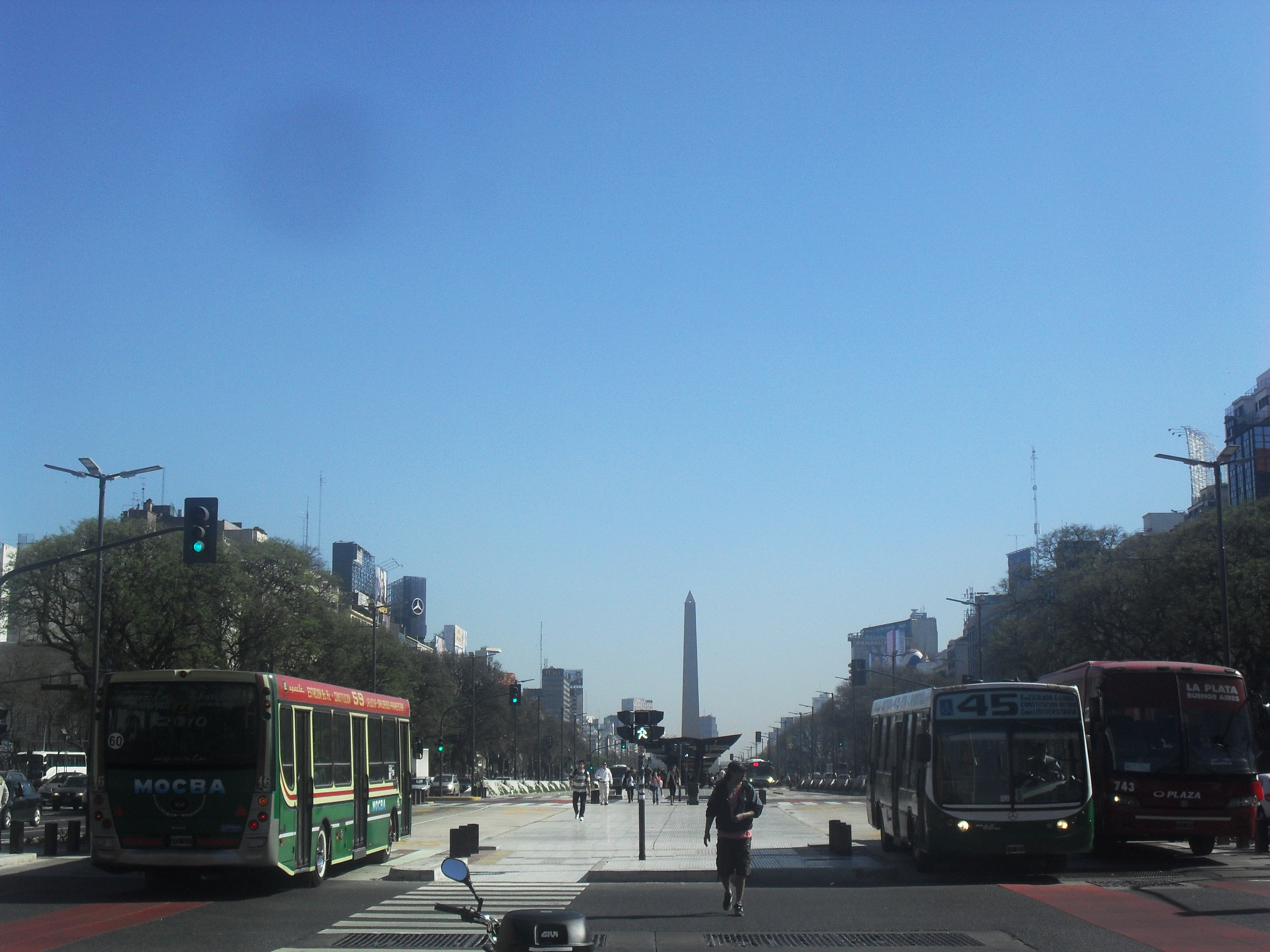
Metrobús 9 de Julio vista norte.

Las obras de ampliación de la Avenida 9 de Julio se retomaron en la década de 1940, aunque la habilitación de nuevos tramos no fue rápida. El sector entre las calles Bartolomé Mitre y la Avenida Belgrano se realizó entre 1944 y 1947, mientras que el que siguiente tramo, entre la calle Tucumán y la Avenida Córdoba, se habilitó en 1950, llegando un año después hasta la calle Paraguay. Durante este período se eliminan dos carriles por mano para disponer estacionamientos a nivel, por lo tanto, solo quedan para la circulación cuatro carriles por mano.
Los trabajos se estancan nuevamente y recién en 1971 se inauguran los tramos hasta las avenidas Santa Fe (al norte) e Independencia (al sur). Un año después se libra al tránsito público el tramo entre las avenidas Independencia y San Juan. En 1973 se habilitan las obras entre Avenida San Juan y la calle Cochabamba y en 1975 los trabajos ya avanzaban hacia la intersección con la Avenida Caseros.
Durante la intendencia de Osvaldo Cacciatore la Avenida 9 de Julio es articulada al Plan General de Autopistas. A la altura de la Avenida San Juan comenzó la construcción de un nudo distribuidor con la flamante AU-1 (25 de mayo) y a partir de allí se determinó que la 9 de Julio dejaría de ser avenida para convertirse en una nueva Autopista: la 9 de Julio Sur (hoy Autopista Arturo Frondizi), una vía rápida que atravesaría los barrios porteños de Constitución y Barracas hasta el Nuevo Puente Pueyrredón. Esta obra requirió demoliciones masivas en las cercanías de Plaza Constitución donde se materializó la unión entre ambas autopistas. Según estaba previsto, más allá del Nuevo Puente Pueyrredón se levantaría el denominado Acceso Sur continuando sobre la traza de la línea principal del Ferrocarril Roca, sin embargo este último proyecto nunca se materializó.
Mientras tanto, en dirección hacia el Norte las obras fueron avanzando sucesivamente: tramo Avenida Santa Fe-Arenales (1976), tramo Arenales-Arroyo (1979) y tramo Arroyo-Avenida del Libertador (1980), que implicó la desaparición del Pasaje Seaver a pesar de los esfuerzos vecinales por impedirlo. Aprovechando la pendiente del terreno, a partir de este punto se levantaría la futura Autopista 9 de Julio Norte (hoy Autopista Arturo Illia) que sería la continuación de la Avenida 9 de Julio hasta la General Paz. Sin embargo, para aquel entonces el contexto socioeconómico ya era desfavorable lo cual impidió la ejecución de estos últimos trabajos.
Posteriormente, siendo intendente Guillermo Jorge del Cioppo, se presentó un plan que preveía convertir a la 9 de julio en una autopista con carriles elevados, que bordeaban en viaducto al Obelisco (una gran maqueta del proyecto estuvo expuesta en la vidriera de la sucursal del Banco Ciudad sobre la calle Florida esquina Rivadavia).

### Desde 1990
El proyecto de la Autopista 9 de Julio Norte vuelve a tomar impulso en los años 90, ante el aumento de los automóviles particulares. En aquel entonces, el gobierno de la ciudad reunió las Avenidas Lugones y Cantilo, junto al proyectado viaducto de interconexión con la Avenida 9 de Julio (AV1 9 de Julio Norte), en un único paquete denominado Autopista Illia, el cual fue concesionado a la empresa COVIMET.
El 16 de mayo de 1996, el intendente Jorge Domínguez -quien fue el último elegido por el presidente, ya que los posteriores lo fueron por el voto popular de los porteños- pudo inaugurar el viaducto que arrancando desde la calle Arroyo, pasaba sobre las vías de las tres líneas ferroviarias que partían de Retiro para finalmente comunicarse con la Avenida Lugones. Domínguez también eliminó los estacionamientos a nivel que ocupaban varios carriles en ambas manos, ampliando así los carriles disponibles para el tránsito y dando los primeros pasos para que la avenida se modernice y adquiera la centralidad que hoy tiene para la ciudad de Buenos Aires.
Paralelamente, propuso mejorar el tránsito en el tramo central de la Avenida 9 de Julio demoliendo el Edificio del Ministerio de Obras Públicas, lo cual le permitiría agregar más carriles vehiculares, aunque la imposibilidad de derivar tantos empleados a otras dependencias terminó diluyendo la iniciativa.
En años anteriores, había existido una propuesta de empresas japonesas para "trasladar" el edificio -sin necesidad de demolerlo- desde su ubicación actual hasta un terreno baldío sobre la calle Lima, pero por el elevado costo no se concretó. Otra propuesta fue crear un arco monumental, para brindar una perspectiva simétrica, construyendo un edificio similar y paralelo al edificio del Ministerio que enmarcara los carriles centrales de la avenida.
El Jefe de Gobierno Aníbal Ibarra eliminó los miles de metros de cables telefónicos que cruzaban el cielo de la avenida. Proyectó también nuevos bulevares parquizados, que posteriormente se fueron concretando y que dieron un mejor aspecto y más verde al conjunto.
Los trabajos para conectar el viaducto de la Avenida 9 de Julio con la Avenida Cantilo recién fueron retomados en el año 2004, avanzando a un ritmo lento, debido a que se requirió la readecuación del Parque KDT y el corrimiento de las vías de Ferrocarril Belgrano Norte. A la complejidad de los trabajos se sumó las disputas y desinteligencias entre los gobiernos nacional y de la ciudad.[cita requerida] En junio de 2009 se inauguró el túnel de la avenida Sarmiento y con el corrimiento de las vías del Ferrocarril Belgrano culminaron finalmente las obras en el año 2015.

### Instalaciones subterráneas

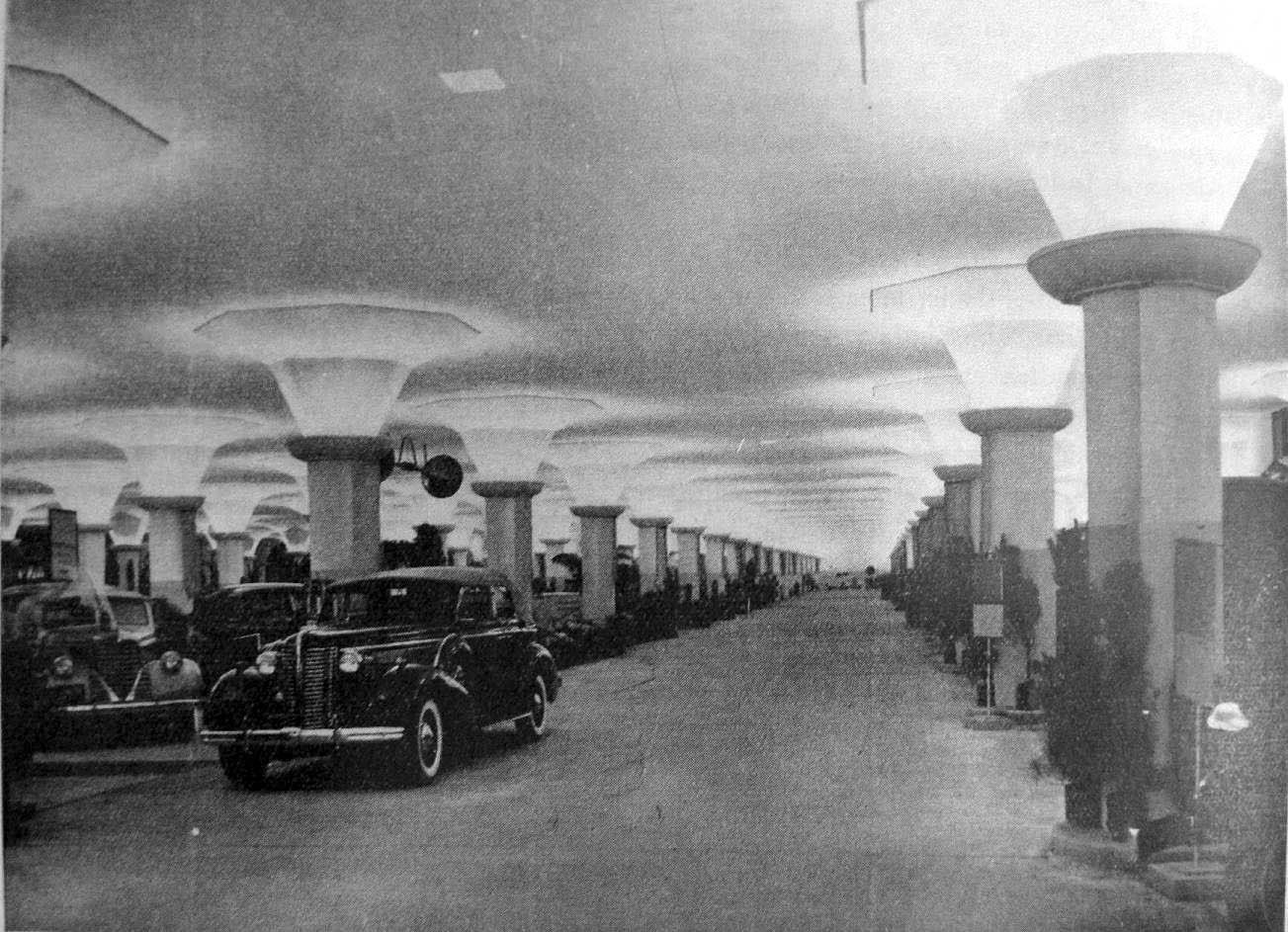
Estacionamiento subterráneo en 1937. Por aquel entonces eran toda una novedad.

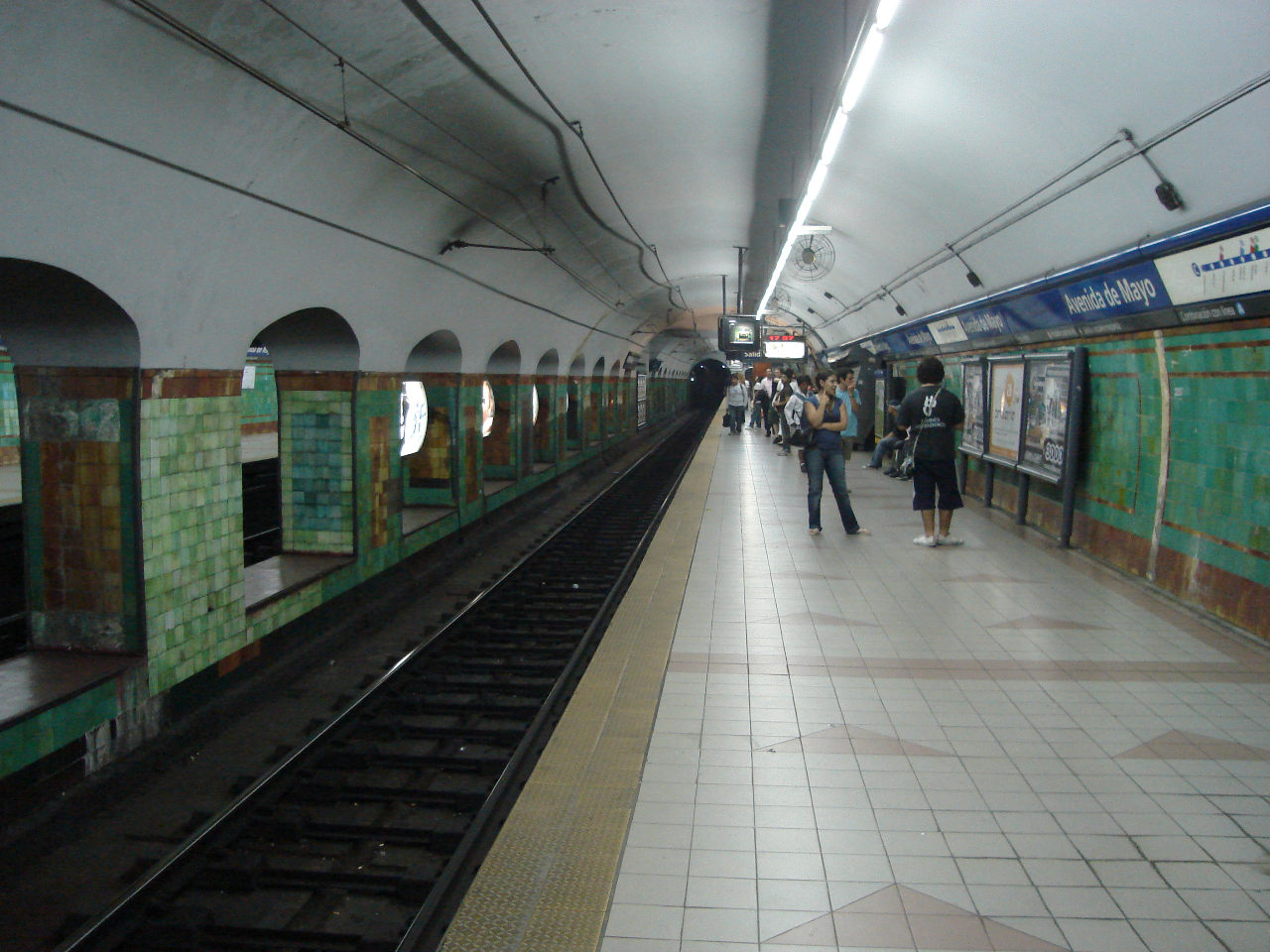
Estación Avenida de Mayo del subterráneo Línea C, que realiza gran parte de su recorrido bajo la Avenida 9 de Julio.

La línea C del Subte de Buenos Aires realiza casi dos tercios de su recorrido por debajo del eje constituido por las calles Carlos Pellegrini y Bernardo de Irigoyen, ya que fue realizada antes de que se inauguraran los carriles centrales.
Por su parte, las líneas A, B, D y E también poseen estaciones en su intersección con la avenida. De hecho, las líneas B y D pasan por debajo del Obelisco, donde también existen dos galerías comerciales subterráneas, la Juan de Garay y la Pedro de Mendoza. Los nombres respectivos de las estaciones son Carlos Pellegrini, Diagonal Norte y 9 de Julio.
Por otra parte, con acceso por las calles Lavalle y Sarmiento, se encuentran bajo tierra los primeros estacionamientos públicos subterráneos de Buenos Aires, los cuales fueron inaugurados en 1937 ya que estaban contemplados por la Municipalidad junto con la construcción de la Avenida. Actualmente funciona una estación terminal exclusiva para servicios chárteres.
En 1998 se inauguraron dos nuevas playas de estacionamientos subterráneos, una a la altura de la Avenida Santa Fe y otra a la altura de la Avenida Belgrano. Cada obra contemplaba además la construcción de un pasaje peatonal bajo la Avenida 9 de Julio con locales comerciales y, en el caso del pasaje de Avenida Belgrano, también se realizaría una conexión con la estación Moreno de la Línea C de Subterráneos (vinculación que finalmente no se concretó).
Entre los años 2006 y 2011 cobró fuerza la idea de construir dos túneles para tránsito vehicular liviano bajo la Avenida con el fin de permitir una vinculación más fluida entre las autopistas Arturo Illia y Arturo Frondizi. El viaducto contaría con un sistema de "telepeaje" para costear posteriormente los gastos de mantenimiento. Si bien el proyecto fue anunciado en tres oportunidades (2006, 2009 y 2011) terminó siendo descartado por su costo y complejidad. Este proyecto fue reemplazado por el proyecto RER, que propone una interconexión de las distintas líneas ferroviarias por debajo de la avenida.

### Metrobús
En octubre de 2012, el gobierno porteño presidido por Mauricio Macri anunció la construcción de un corredor del sistema Metrobús (carriles exclusivos para el transporte público con estaciones amplias, similares a las de un tren) sobre la Avenida 9 de Julio entre Retiro y Constitución, por la cual circularían 11 líneas de colectivos. La obra fue inaugurada en julio del 2013. Si bien durante su ejecución habían surgido dudas sobre su funcionamiento, la aceptación por parte de los porteños fue inmediata, lo que promovió que el proyecto "Metrobús" se expandiera a otras avenidas de la ciudad. Al centralizar el transporte de colectivos en carriles exclusivos se descomprimió el tránsito particular en las calles laterales y permitió disminuir los tiempos de viaje Dos años después se inauguraron los dos túneles del Metrobús que permiten mejorar la conectividad del transporte público con Constitución.
El Jefe de Gobierno Horacio Rodríguez Larreta mejoró la parquización de la avenida y el cuidado de los espacios verdes, lo que jerarquizó el conjunto, promoviendo aún más la zona como un área turística con la instalación de nuevos comercios y hoteles. Con los nuevos ingresos vehiculares previstos a la autopista Illia, se prevé que el tránsito de automóviles en la Avenida 9 de julio disminuirá, mejorando la calidad ambiental del área céntrica.

## Intersecciones
A continuación, se muestra un mapa esquemático que resume los principales cruces con otras arterias de la ciudad de Buenos Aires. También se muestran sitios de interés, estaciones de subte y el recorrido de las paralelas Cerrito/Lima y Pellegrini/Irigoyen, en menor contraste.
|  | exKSTRa | vCONTg | exCONTg |  |

| STRq | xKRZ | vKRZ | xKRZ | CONTfq |

|  | exABZg+l | veABZgr-STR | exSTR |  |

| CONTgq | xKRZ | vKRZ | xKRZ | STRq |

| STRq | xKRZ | vKRZ | xKRZ | CONTfq |

|  | exSTR | vSTR-eABZg+l | exABZgr |  |

| CONTgq | xKRZ | vKRZ | xKRZ | CONTfq |

| lNAT | exSTR | vSTR-eABZg+l | exABZgr |  |

| STRq | xKRZ | vKRZ | xKRZ | CONTfq |

| CONTgq | xKRZ | vKRZ | xKRZ | STRq |

| ARCH | exSTR | vSTR | exSTR |  |

| CONTgq | xKRZ | vKRZ | xKRZ | STRq |

| CONTgq | xKRZ | vKRZ | xKRZ | STRq |

|  | exSTR + STRc2 | vSTR3- + v-STR2 | exSTR + STRc3 |  |

|  | exSTR + STR+1 | STRc14 | exSTR + STR+4 |  |

|  | ABZg+l | STRq | ABZg+r |  |

| STRq | KRWgr+r | BUILDING | KRWgl+l | CONTfq |

|  | ABZgl | STRq | ABZgr + ABZg2~F |  |

|  | exSTR + STR2 | STRc23 | xABZg2~G + STR3 | STRl+4-~F + l-CONTf@Fq |

|  | exSTR + STRc1 | vSTR+4- + v-STR+1 | exSTR + STRc4 |  |

|  | exSTR | vSTR | exSTR |  |

| CONTgq | xKRZ | vKRZ | xKRZ | STRq |

| CONTgq | xKRZ | vKRZ | xKRZ | STRq |

|  | exSTR | vSTR | exSTR |  |

|  | exSTR | vSTR + BUILDINGl | exSTR |  |

| STRq | xKRZ | vKRZ | xKRZ | CONTfq |

|  | exSTR | vSTR | exSTR |  |

| BUILDING | exSTR | vSTR | exSTR |  |

| CONTgq | xKRZ | vKRZ | xKRZ | STRq |

|  | exABZg+l | vABZgr-ABZg+l | exABZgr |  |

|  | exSTR | vSTR | exSTR |  |

| STRq | xKRZ | vKRZ | xKRZ | CONTfq |

| RACONTgq | exSKRZ-Ahl | vSKRZ-Ah | exSKRZ-Ahr | RACONTfq |

|  | exCONTf | vCONTf | exKSTRe |  |

## Galería de imágenes

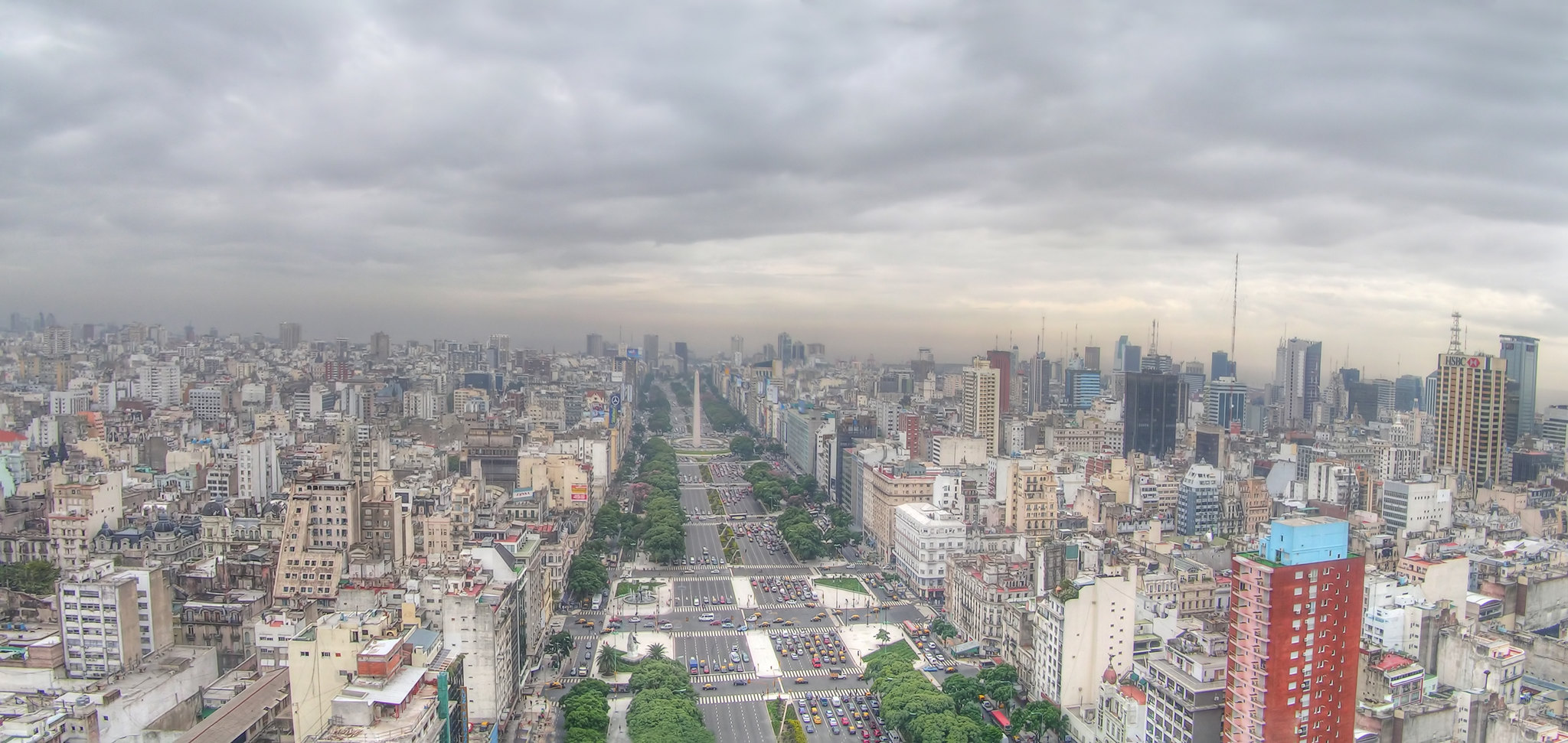
Vista aérea desde el Ministerio de Salud al norte
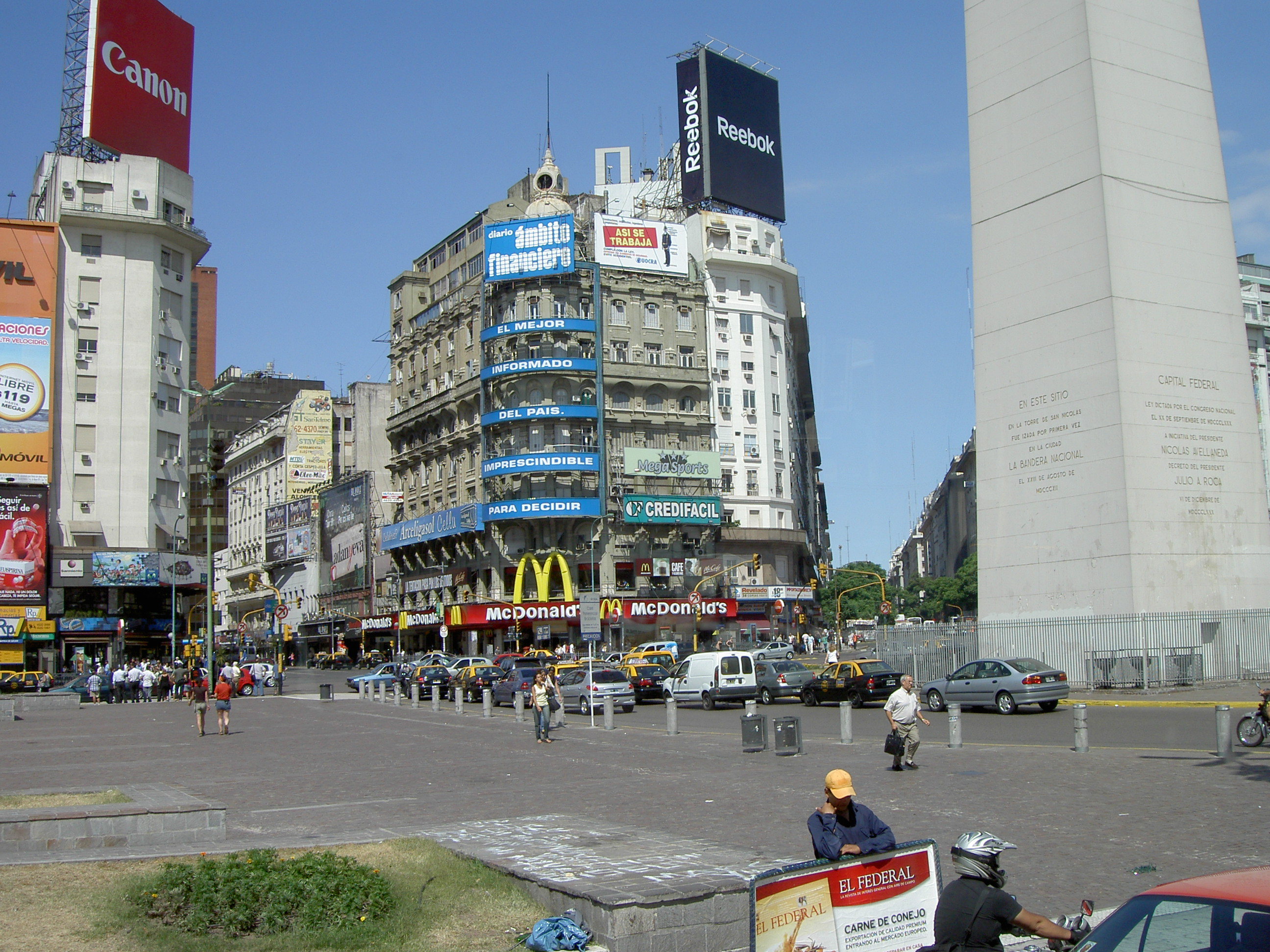
Edificio El Trust
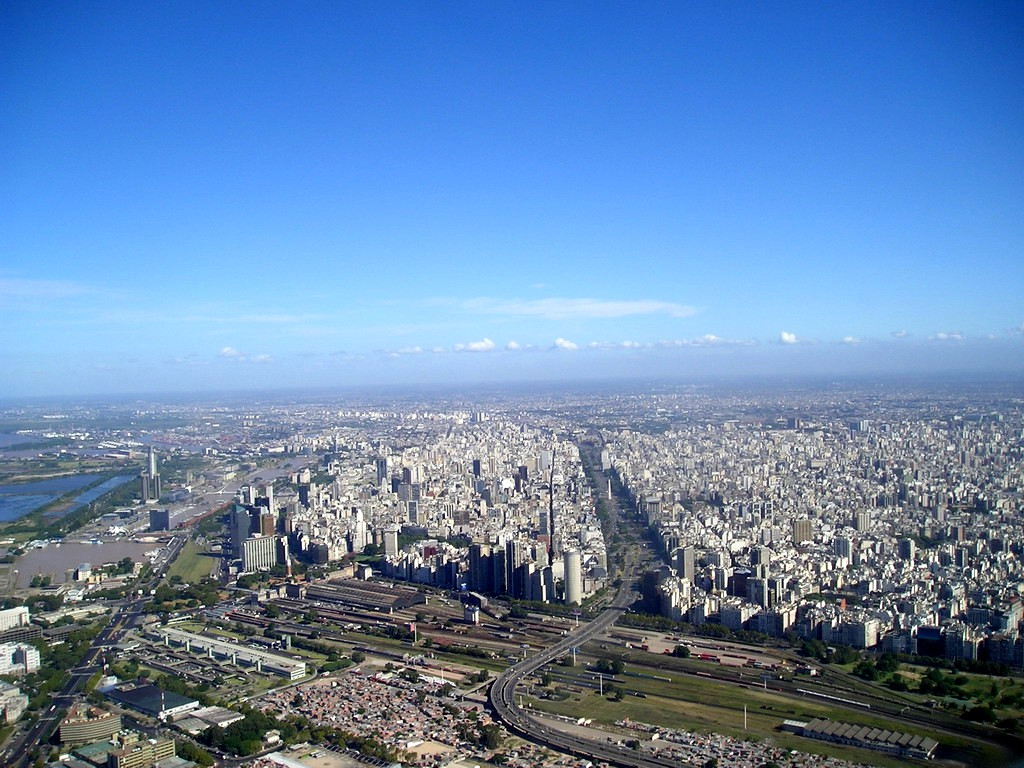
Vista aérea de la avenida
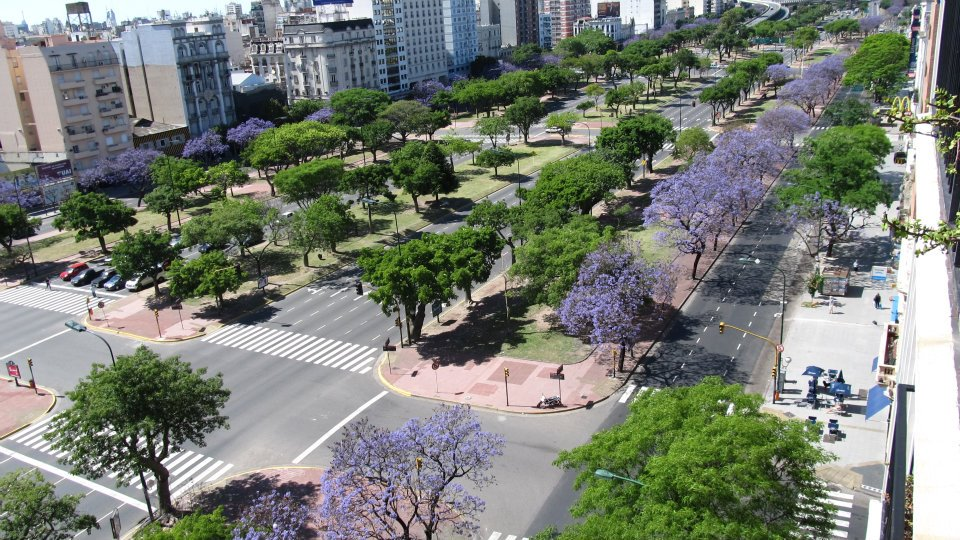
Jacarandas en flor durante noviembre en Monserrat
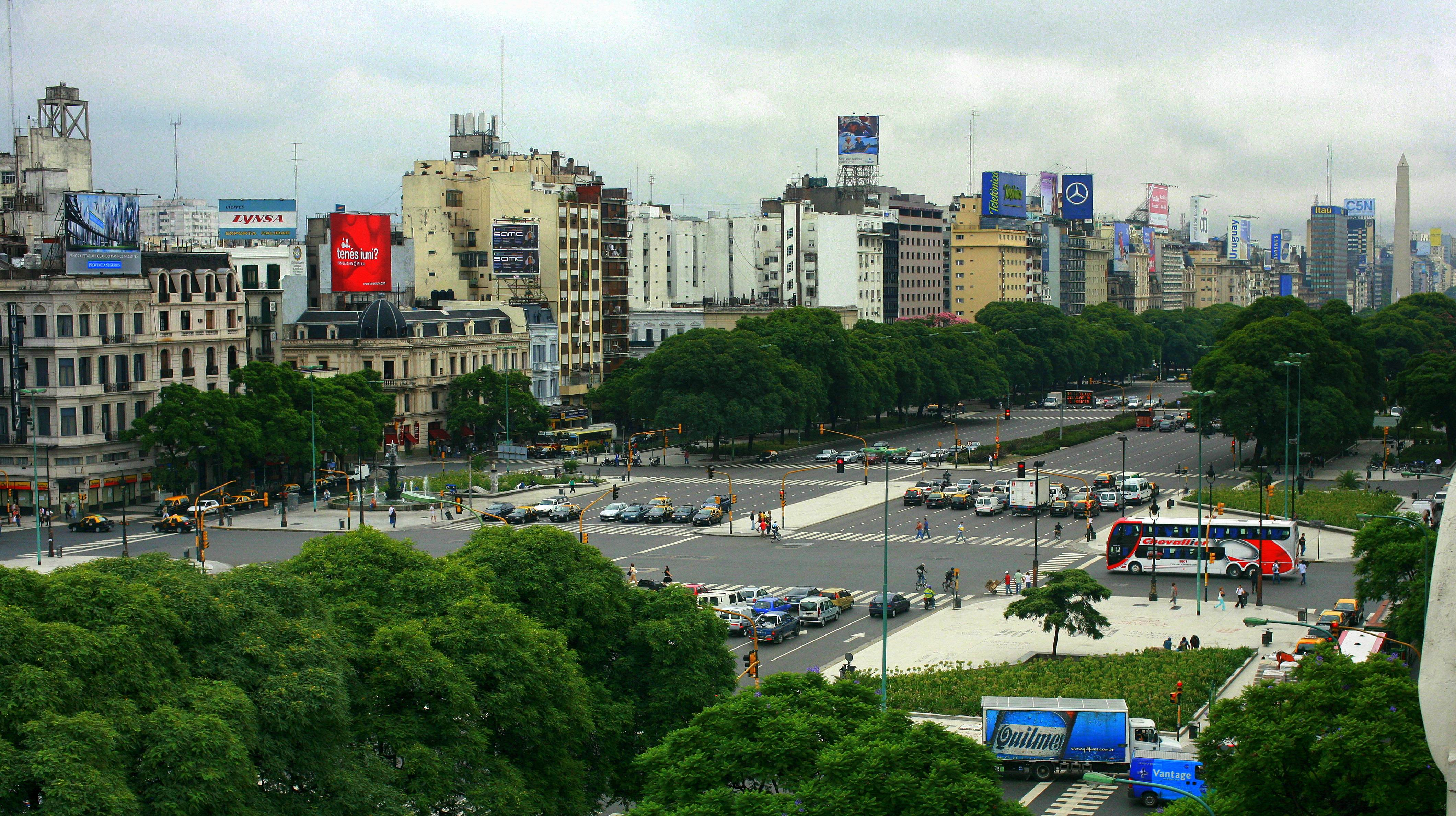
Desde Av. de Mayo al norte

Imagen panorámica de la Avenida 9 de Julio.